# 魯達 (若夫克瓦市鎮)
50°7′46″N 24°2′3″E / 50.12944°N 24.03417°E
魯達（羅馬化：Ruda），是烏克蘭西部利維夫州利維夫區若夫克瓦市鎮的村莊。該村始建於1556年，面積0.45平方公里，海拔高度216米，2001年人口202，人口密度每平方公里448.89人。